# Liste des capitaines-régents de Saint-Marin jusqu'à 1400
1400 1er octobre
Ugolino di Giovanni
Betto di Guerolo
1400 1er avril
Paolino di Giovanni di Bianco
Francesco di Corbello
1399
Martino di Guerolo de’ Pistorj
Antonio di Tegna
1399
Giovanni di Guidino
Simone di Belluzzo
1398
Gozio di Mucciolino
Rigone di Giovanni
1398
Marino di Fosco
Giovanni di Andrea
1397
Nicolò di Giove
Marino di Ghino Fabbro
1397
Bartolino di Antonio
Giacomino di Paolo
1396
Paolino di Giovanni di Bianco
Giovanni di Pasino
1396
Samperino di Giovanni
Giovanni di Francesco
1395
Simone di Belluzzo
Rigone di Giovanni
1395
Vita di Corbello
Giovanni di Andrea
1394
Ugolino di Giovanni
Cecco di Alessandro
1394
Lunardino di Bernardo
Martino di Guerolo de’ Pistorj
1393
Bartolino di Antonio
Nicolò di Giove
1393
Gozio di Mucciolino
Antonio Tegna
1392
Samperino di Giovanni
Giannino di Cavalluccio
1392
Paolo di Ceccolo
Simone di Belluzzo
1391
Maxio di Tonso
Lunardino di Bernardo
1391
Giovanni di Francesco
Menguccio di Simonino
1390 1er octobre
Gozio di Mucciolino
Bartolino di Antonio
1386 1er avril
Giovanni di Francesco
Gozio di Mucciolino
1384
Paolo di Ceccolo
Benetino di Fosco
1384
Samperino di Giovanni
Martino di Guerolo de’ Pistorj
1383
Lunardino di Bernardo
Giannino di Cavalluccio
1383
Paolino di Giovanni di Bianco
Guidino di Foschino
1382
Giangio di Ceccolo
Bernardo di Guerolo
1382
Ugolino di Giovanni
Giovanni di Andrea
1381
Maxio di Tonso
Niccolò di Giove
1381
Lunardino di Bernardo
Samperino di Giovanni
1380 1er octobre
Paolo di Ceccolo
Bartolino di Antonio
1378
Gozio di Mucciolino
Ondedeo di Tonso
1378
Lunardino di Bernardo
Simone di Belluzzo
1375 1er avril
Ugolino di Giovanni
Paolino di Giovanni di Bianco
1374
Giovanni di Riguccio
Gozio di Mucciolino
1374
Andrea di Nanne
Guidino di Giovanni
1373
Paolo di Ceccolo
Antonio di Mula
1373
Ugolino di Giovanni
Lunardino di Bernardo
1372
Giovanni di Riguccio
Martino di Guerolo Pistorj
1372
Corbello di Vita Giannini
Mignone Bauto
1371
Mucciolino di Ciolo
Bartolino di Giovanni di Bianco
1371
Nino di Simonino
Maxio di Tonso Alberghetti
1370
Guidino di Giovanni
Paolo di Ceccolo
1370
Ciappetta di Novello
Ugolino di Giovanni
1369
Gioagnolo di Ugolinuccio
Giovanni di Riguccio
1369
Mignone Bauto
Lunardino di Bernardo Fabbro
1368
Orbello di Vita Giannini
Ugolino di Giovanni Vanioli
1368
Muciolino di Ciolo
Giovanni di Riguccio
1367
Gioagnolo di Ugolinuccio
Ghino Fabbro
1367
Guidino di Giovanni
Paolo di Ceccolo
1366
Bartolino di Giovanni di Bianco
Nino di Simonino
1366
Nicolino di Ariminuccio
Vanne di Nomaiolo
1365 octobre
Gioagnolo di Acaptolo
Ugolino di Giovanni Vanioli
1364
Foschino Calcigni
Corbello Giannini
1364
Guidino di Giovanni
Cecco di Chillo
1363 1er avril
Giovanni di Bianco
Nino di Simonino
1362 octobre
Guidino di Giovanni
Giovanni di Guiduccio
1360
Foschino Calcigni
Giovanni di Bianco
1360
Ciapetta di Novello
Nino di Simonino
1359 1er octobre
Giovanni di Guiduccio
Corbello di Vita
1357
Giovanni di Bianco

1357
Giovanni di Guiduccio
Foschino Calcigni
1356 1er avril
Gioagnolo di Acaptolo
Paolo di Ceccolo
1353 1er avril
Giovanni di Guiduccio
Nino di Simonino
1351 1er avril
Francesco Pistorj
Ciapetta di Novello
1347
Foschino Calcigni

1343
Franzolino di Chillo
Cecco di Chillo
1342 1er octobre
Ricevuto di Ughetto
Foschino di Filipuccio
1341 1er avril
Bentivegna
Zanutino
1339 1er avril
Ricevuto
Gioagnolo di Acaptolo
1338 1er octobre
Denaro Madroni
Fosco Raffanelli
1337 1er octobre
Bentivegna da Valle
Foschino di Novello
1336
Venturuzzo di Franceschino
Muzolo da Bauti
1331 1er avril
Ugucciolo da Valdragone

1325
Ser Bonanni Notaio
Mule Acatolli di Piandavello
1323 1er avril
Giovanni di Causetta Giannini
Ugolino Fornaro
1321 1er avril
Venturuccio di Giannuccio

1303 1er avril
Arimino Baracone
Simone da Sterpeto
1302 1er avril
Giovanni di Causetta Giannini

1286 1er avril
Ugolino Baracone

1254 1er avril
Taddeo di Giovani Ardelj

1253 1er avril
Oddone Scarito
Andrea Superchj
1243 1er octobre
Oddone Scarito
Filippo da Sterpeto